# Andreas Krüger (Produzent)
Andreas Krüger (* 1963 in Göttingen) ist ein Musikproduzent aus Deutschland. Sein erfolgreichstes Projekt heißt Der Dritte Raum.

## Biographie
Als Andreas Krüger für die Schule ein Hörspiel auf Tonband aufnahm, wurde seine Leidenschaft für Tontechnik geweckt. Später lieh er sich von einem Freund einen Korg MS-10 aus und war so begeistert, dass er sein Motorrad verkaufte und sich einen Korg Polysix anschaffte. In der darauffolgenden Zeit wuchs seine Ausrüstung kontinuierlich und Krüger wurde Keyboarder im Industrial-, EBM-Projekt "Eiskalte Gaeste".
1992 wurde Krüger geprägt durch einen Besuch im Berliner Techno-Club Planet. In der darauf folgenden Zeit realisierte er unter dem Pseudonym Dr. DNA das Album Animalution. 1994 lernte Krüger auf einer Party Sven Väth kennen und übergab ihm ein Demo-Tape seines Projekts Der Dritte Raum. Später meldete sich das Management von Väths Plattenlabel Harthouse und bot ihm einen Vertrag an. Noch im selben Jahr wurde "Mental Modulator" veröffentlicht. Zeitgleich produzierte Andreas Krüger mit seinem Copiloten Ralf Uhrlandt das Dr. DNA-Album Heliomorph auf Polytox-Records.
Der Dritte Raum wurde innerhalb der Techno-Szene zur festen Größe und die Live-Acts zum beliebten Party-Anlass. Nach dem Konkurs von Harthouse wechselte das Projekt zum Virgin Konzern.
2003 nahm Krüger sein altes Projekt Dr. DNA wieder auf und veröffentlichte das Album Research and Development.